# Brezovk
Brezovk é um assentamento localizado no município de Brda na Eslovênia. Possuía uma população estimada de 13 habitantes em 2020.